# Liste der Kulturdenkmale in Radebeul-Oberkötzschenbroda

Übersicht über die Lage der Radebeuler Stadtteile, Oberkötzschenbroda farblich markiert

Die Liste der Kulturdenkmale in Radebeul-Oberkötzschenbroda gibt eine Übersicht über die Kulturdenkmale im Stadtteil Oberkötzschenbroda (auch Kötzschenbroda Oberort) der sächsischen Stadt Radebeul anhand des Stands der Denkmalliste vom 24. Mai 2012.
Eine weitere Liste zeigt ehemalige Bau-/ Kulturdenkmale dieses Stadtteils.
Einen Überblick über die Radebeuler Kulturdenkmale gibt die Liste der Kulturdenkmale in Radebeul, eine Zusammenfassung aller Adressen mit Kulturdenkmalen gibt die Liste der Kulturdenkmaladressen in Radebeul. Die Zuordnung der Straßen zum Stadtteil findet sich in der Liste der Straßen und Plätze in Radebeul-Kötzschenbroda-Oberort.
Grundlage der Auflistung sind die angegebenen Quellen. Diese Angaben ersetzen nicht die rechtsverbindliche Auskunft der zuständigen Denkmalschutzbehörde.

## Legende
Die in der Tabelle verwendeten Spalten listen die im Folgenden erläuterten Informationen auf:
- Name, Bezeichnung: Bezeichnung des einzelnen Objekts.
- Adresse, Lage: Heutige Straßenadresse, Lagekoordinaten.
- Kennung: Die von der Denkmalpflege verwendete Kennung für Nebenobjekte (z. B. Adressen ohne und mit „a“, Adresse mit 9000er Angabe, dazu Ergänzungen mit „-I“).
- Datum: Besondere Baujahre, so weit bekannt oder ableitbar, teilweise auch Datum der Ersterwähnung der Liegenschaft.
- Baumeister, Architekten: Baumeister, Architekten und weitere Kunstschaffende.
- Denkmalumfang, Bemerkung: Nähere Erläuterung über den Denkmalstatus, Umfang der Liegenschaft und ihre Besonderheiten.[1]
- Bild: Foto des Hauptobjekts.

## Liste der Kulturdenkmale
| Name, Bezeichnung                               | Adresse, Koordinaten            | Kennung              | Datum                     | Baumeister, Architekten                         | Denkmalumfang, Bemerkung                                                                                             | Bild                                            |
| ----------------------------------------------- | ------------------------------- | -------------------- | ------------------------- | ----------------------------------------------- | --- | ----------------------------------------------- |
| Lößnitzgrundbahn                                | (Kleinbahntrasse)               | Kleinbahntrasse 9000 | 1883/84                   |                                                 | Trasse der Schmalspurbahn sowie Durchlässe (darunter gemauerte Bögen), Teile der Stützmauer und Fernmeldefreileitung | Kleinbahntrasse am Haltepunkt Lößnitzgrund      |
| Wasserturm                                      | Am Wasserturm (Lage)            | Am Wasserturm 9000   | 1916/17                   | Richard Müller, Richard Schleinitz              | Wasserturm | Der Radebeuler Wasserturm                       |
| Mietvilla Carl Georg Semper                     | Jägerstraße 4 (Lage)            |                      | 1898/99                   | Adolf Neumann                                   | Villa | Mietvilla Carl Georg Semper                     |
| Meierei                                         | Lößnitzgrundstraße 82/84 (Lage) |                      | 1547 Mühle, 1881          | Gebrüder Ziller (Umbau)                         | Ursprünglich Mahl- und Schneidemühle, später Gaststätte                                                              | Meierei, Hauptgebäude                           |
| Wohn- und Atelierhaus Erwin Langer              | Lößnitzgrundstraße 140 (Lage)   |                      | 1926/27                   | Willy Meltzer                                   | Holzhaus (Bohlenbinderhaus). Besitzer: Kunstmaler Erwin Langer                                                       | Zollingerdachhaus Lößnitzgrundstraße 140        |
| Bilzbad                                         | Meiereiweg 108 (Lage)           | Meiereiweg 9108      | 1905, 1908, 1912, 1927/28 | F. W. Eisold, Johannes Heinsius, Alfred Tischer | Freibad mit sogenanntem Undosa-Wellenbad. Besitzer Eduard Bilz                                                       | Antrieb der Undosa-Wellenmaschine               |
| Bilzbad                                         | Meiereiweg 108 (Lage)           | Meiereiweg 9108-I    | 1905, 1908, 1912, 1927/28 | F. W. Eisold, Johannes Heinsius, Alfred Tischer | Freibad mit sogenanntem Undosa-Wellenbad. Östliches Eingangsgebäude (Fachwerk und Bilz-Büste). Besitzer Eduard Bilz  | Eingangsgebäude des Bilzbades                   |
| Mietvilla Albin Leibelt                         | Moritzburger Straße 57 (Lage)   |                      | 1900                      | Alfred Große                                    | Mietvilla | Mietvilla Albin Leibelt                         |
| Villa Ehrgott Wagner                            | Moritzburger Straße 59 (Lage)   |                      | 1899                      | Hugo Große                                      | Mietvilla | Villa Ehrgott Wagner                            |
| Wohn- und Geschäftshaus Gustav Adolf Buschmeyer | Moritzburger Straße 89 (Lage)   |                      | 1898/99                   | Alfred Große                                    | Miethaus mit Laden, in Ecklage                                                                                       | Wohn- und Geschäftshaus Gustav Adolf Buschmeyer |
| Zur Erholung, Landhotel Lindenau                | Moritzburger Straße 91 (Lage)   |                      | 1881, 1898                | Moritz Große, Alfred Große                      | Gasthaus | Gasthaus Zur Erholung                           |
| Wohnhaus Ringstraße 16                          | Ringstraße 16 (Lage)            |                      | 1884/85                   | F. A. Bernhard Große                            | Kleines Wohnhaus einer Häuslerei mit Einfriedung                                                                     | Wohnhaus Ringstraße 16                          |

## Liste ehemaliger Bau-/Kulturdenkmale
| Name, Bezeichnung                    | Adresse, Koordinaten       | Datum         | Baumeister, Architekten | Denkmalumfang, Bemerkung | Bild                                 |
| ------------------------------------ | -------------------------- | ------------- | ----------------------- | --- | ------------------------------------ |
| Haltepunkt Lößnitzgrund              | Lößnitzgrundstraße (Lage)  | 1884, ab 1895 |                         | Denkmalzugehörigkeit nach 2012 nach Moritzburg zugeordnet. Haltepunkt Lößnitzgrund. Wartehalle (Holz), Bahnsteigbeleuchtung, Wasserpumpe und Bänke | Haltepunkt Lößnitzgrund              |
| Volksschulgebäude Oberkötzschenbroda | Neuländer Straße 34 (Lage) | 1901/02       | Alfred Große (Entwurf)  | Denkmalschutz nach 2008 aufgehoben. Ehemaliges Schulgebäude, heute Wohnhaus                                                                        | Volksschulgebäude Oberkötzschenbroda |

## Anmerkung
1. ↑  Diese Liste entspricht möglicherweise nicht dem aktuellen Stand der offiziellen Denkmalliste. Diese kann über die zuständigen Behörden eingesehen werden. Daher garantiert das Vorhandensein oder Fehlen eines Bauwerks oder Ensembles in dieser Liste nicht, dass es zum gegenwärtigen Zeitpunkt ein eingetragenes Denkmal ist oder nicht. Eine verbindliche Auskunft erteilt das Landesamt für Denkmalpflege Sachsen oder die Untere Denkmalbehörde.